# Kurajn Abú al-Baul
Kurajn Abú al-Baul (arabsky ‏قرين أبو البول‎, 103 m n. m.) je vyvýšený hřeben v jižní části Katarského poloostrova v jihozápadní Asii. Leží na území státu Katar v provincii Džarijan al-Batna nedaleko saúdskoarabských hranic. Jedná se o nejvyšší bod Kataru.